# Pelkhor Chöde

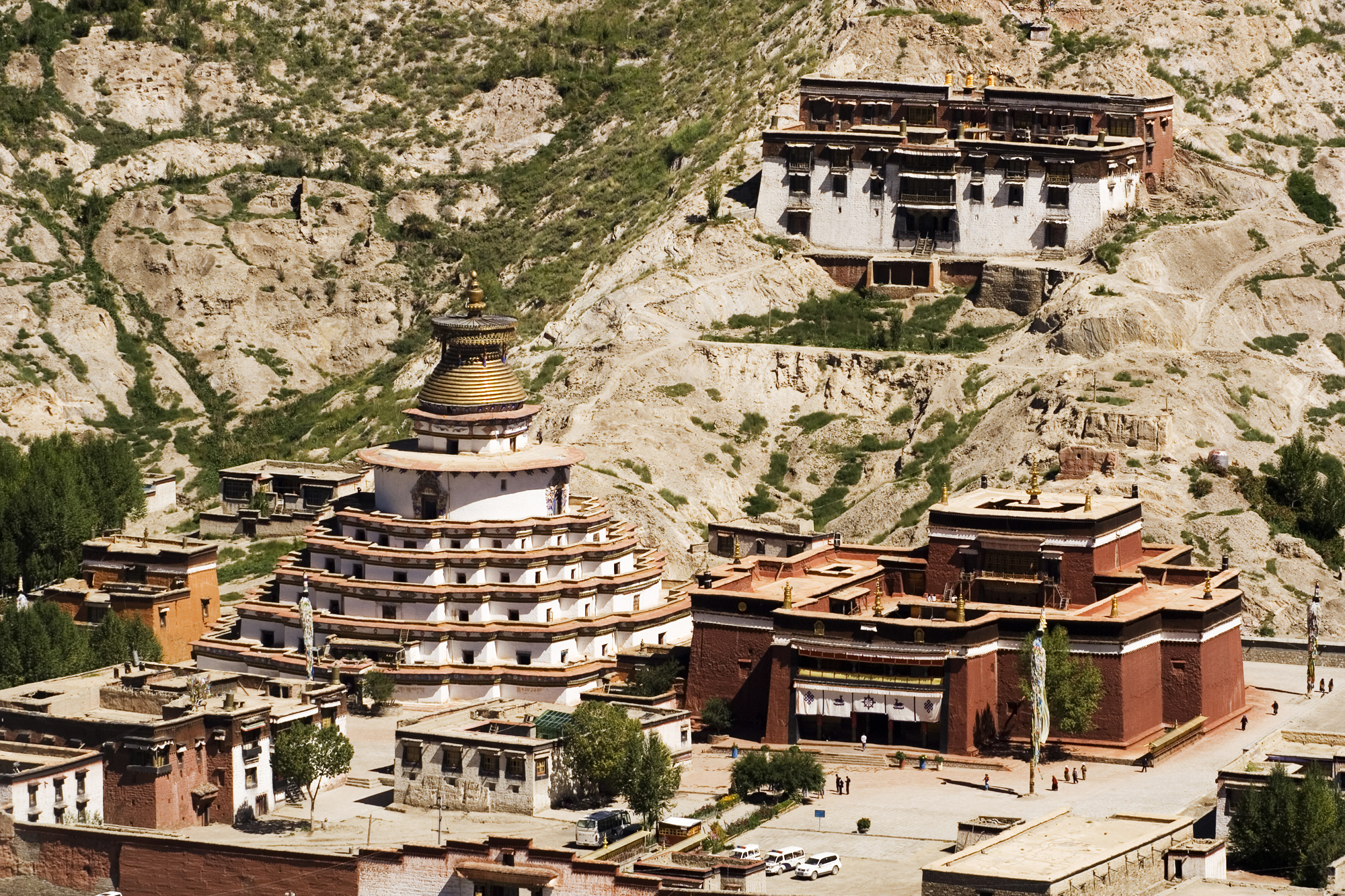
Das Pelkhor-Kloster.

Pelkhor Chöde (tib.: dpal 'khor chos sde; chinesisch 白居寺, Pinyin Báijū sì – „Baijiu-Kloster“; auch: Pango Chorten) ist ein buddhistisches Kloster im Kreis Gyantse im Autonomen Gebiet Tibet der Volksrepublik China.
Die ursprünglichen Bauten datieren auf das Jahr 1427.

## Pelkhor Chörten

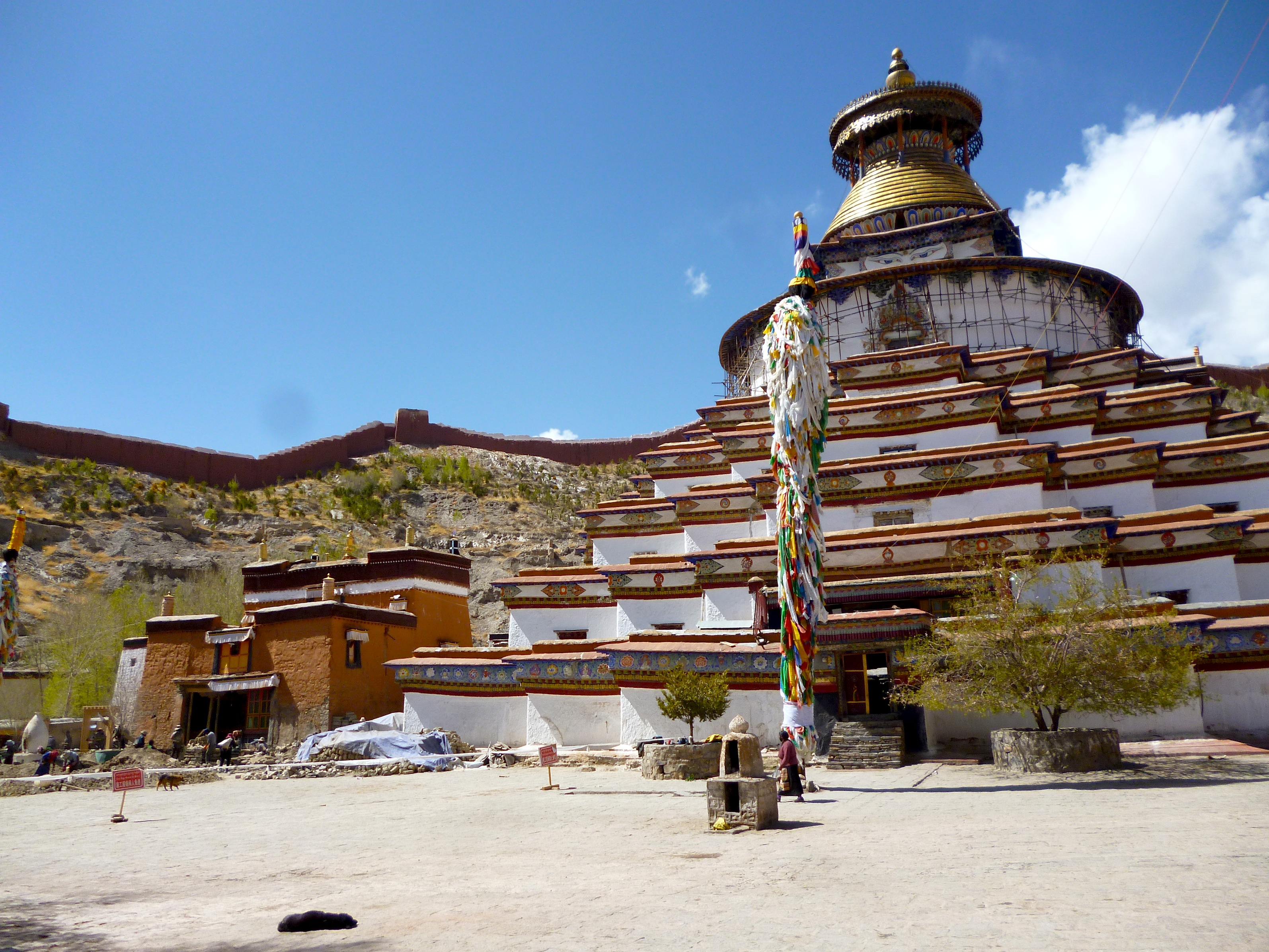
Der große Stupa (Kumbum) des Pelkor-Klosters in Gyangze, Tibet

Das Kloster ist berühmt für sein Kumbum (tib.: sku 'bum) – der größte Chörten (tib.: mchod rten) Tibets – der 1440 in Auftrag gegeben wurde. Er hat neun Stockwerke mit 108 Kapellen und über 10.000 Wandbildern.

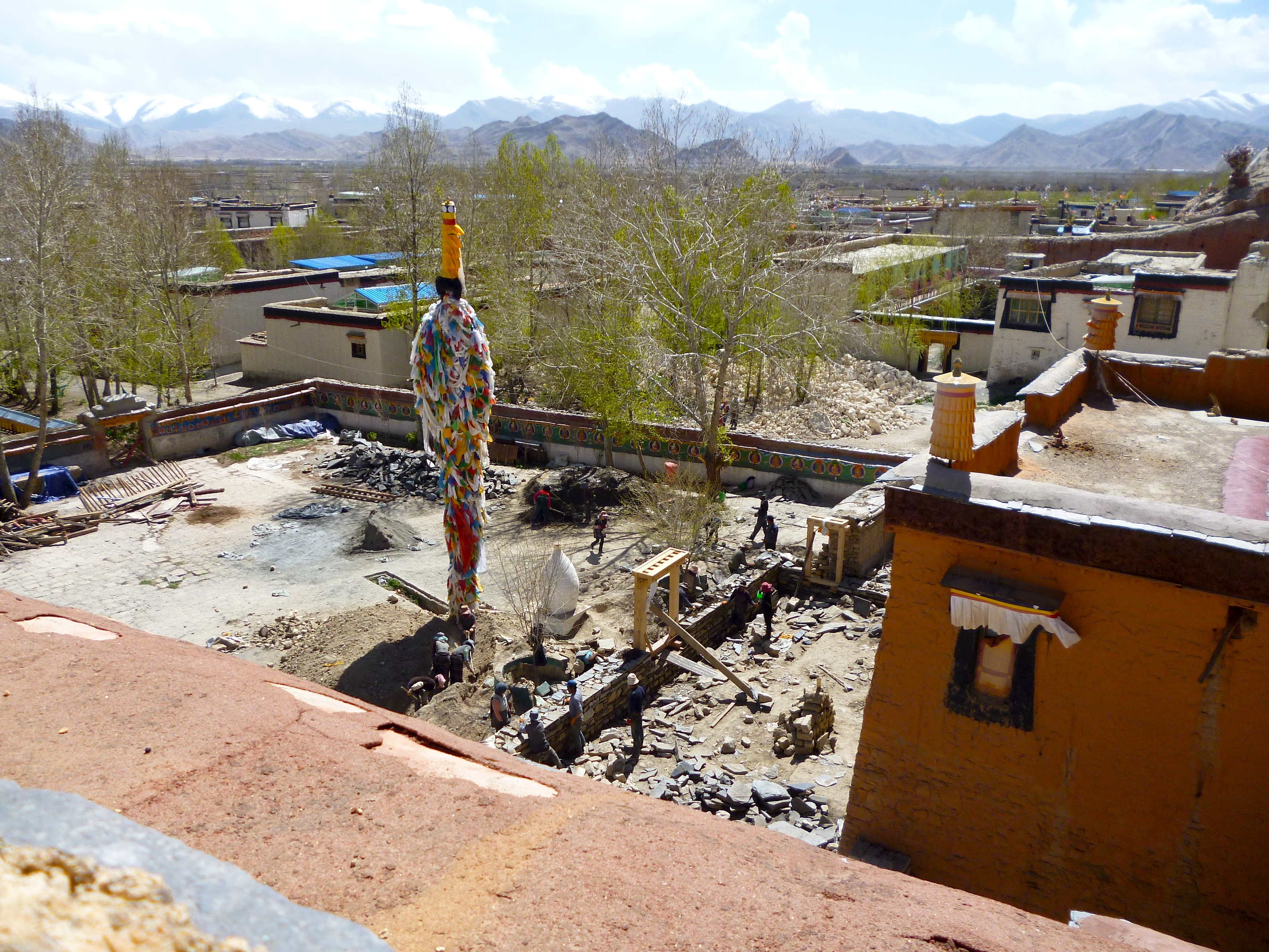
Die Klosteranlage von Pelkor wird restauriert.

Pelkhor beherbergte Mönche der drei Hauptrichtungen des tibetischen Buddhismus: Sakya, Bodong und Gelug.
Während der chinesischen Kulturrevolution wurde das Kloster schwer beschädigt.
Seit 1996 steht Pelkhor Chöde auf der Denkmalliste der Volksrepublik China.